# Pleurocyphoniscus bertkaui
Pleurocyphoniscus bertkaui är en kräftdjursart som beskrevs av Karl Wilhelm Verhoeff1901. Pleurocyphoniscus bertkaui ingår i släktet Pleurocyphoniscus och familjen Trichoniscidae. Inga underarter finns listade i Catalogue of Life.